# Pilar Canela Vila
Pilar Canela Vila (Cerdanyola del Vallès) és una poetessa i artista catalana, especialitzada en poesia introspectiva.
De jove, va estudiar la diplomatura de psicologia, fet que més endavant l'ajudarà a fer introspeccions en les seves obres literàries. A més a més, ha realitzat diversos cursos sobre psicoanàlisi i literatura. Col·labora activament en una associació modesta però amb ganes de potenciar la poesia, Ramat de Pedres. Aquesta entitat té com a objectiu fer arribar la poesia als oients. D'aquesta manera, les intervencions dels diferents col·laboradors pretenen fomentar el gust per la poesia. Ha publicat vuit llibres de poemes amb temàtiques diferents però sempre parlant d'aspectes personals. Ofereix literatura poètica als lectors des del 1995 amb Com un (parèntesi) de foc fins al 2005 amb Àngels, fades i bruixes de la sort. Així mateix, ha guanyat diversos premis literaris. La seva darrera obra, Àngels, fades i bruixes de la sort, va ser presentada a Cerdanyola del Vallès i hi van comparèixer autors com Màrius Sampere, Jordi Condal i Josep Colet, que van recitar poemes de l'obra i la van definir com “una fotografia dels sentiments de la Pilar”. Montserrat Costas, autora del pròleg d'aquesta obra: "és la seva obra més lluminosa, sense abandonar la introspecció psicològica que caracteritza la seva obra poètica".

## Obra
Poesia
- Com un (parèntesi) de foc Autoeditat, 1995
- Els calius del marbre Columna, 1999
- Com si m'hi anés la vida Editorial Granollers, 2000
- L'íntim espectacle Viena Edicions, 2001
- Ecos del temps Viena Edicions, 2002[3]
- Som del silenci Viena Edicions, 203[4]
- Galeria anònima Viena Edicions, 2005[5]
- Àngels, fades i bruixes de la sort Viena Edicions, 2008[6]